# Long, Somme
Long là một xã ở tỉnh Somme, vùng Hauts-de-France, Pháp.

## Địa lý
Thị trấn này tọa lạc trên đường D32 and the D112, khoảng 10 dặm Anh về phía đồng nam của Abbeville trong thung lũng sông Somme.

## Dân số
| 1962                                                         | 1968 | 1975 | 1982 | 1990 | 1999 |
| ------------------------------------------------------------ | ---- | ---- | ---- | ---- | ---- |
| 640                                                          | 648  | 606  | 574  | 575  | 624  |
| Số liệu điều tra dân số từ năm 1962, dân số không tính trùng |      |      |      |      |      |